# Emanuel Valeriu
Emanuel Valeriu (n. 18 aprilie 1925, Târgu Ocna – d. 18 aprilie 2012, București) a fost un redactor TV român, fost director general al TVR (1990-1992).
Emanuel Valeriu și-a început cariera de jurnalist în 1940, la ziarul „Universul Sport”.
În perioada 1968-1970 a condus ziarul Sportul.
A lucrat mai apoi la postul public de radio și televiziune ca reporter, redactor și producător. Între 1990 și 1992 a fost Director General al TVR, functie în care a fost un personaj controversat, acuzat de multe voci de aservire puterii neocomuniste postdecembriste. De asemenea, a publicat mai multe cărți despre sport și politică. A fost și un colaborator de succes al Securității dar nu a avut angajament. A avut mai multe nume conspirative: “Epure”, “Puch”, “Emil”.
Emanuel Valeriu a fost mijlocaș la deschidere la echipa de rugby a Clubului Casei Armatei.